# Jimmie Vaughan
Jimmie Vaughan (* jako James Lawrence Vaughan; 20. března 1951, Dallas, Texas, USA) je americký bluesový kytarista a zpěvák, známý mimo jiné jako dřívější člen skupiny The Fabulous Thunderbirds. Je také starším bratrem známějšího Stevie Ray Vaughana, se kterým vydal v roce 1990 album Family Style.